# Leovo Brdo
Leovo Brdo (en serbe cyrillique : Леово Брдо) est un village du nord du Monténégro, dans la municipalité de Pljevlja.

## Démographie

### Évolution historique de la population
| 1948 | 1953 | 1961 | 1971 | 1981 | 1991 | 2003 |
| ---- | ---- | ---- | ---- | ---- | ---- | ---- |
| 51   | 67   | 66   | 83   | 68   | 51   | 24   |